# 旋風直升機
旋風直升機（英語：Whirlwind)是一款威士特蘭在獲得塞考斯基H-19契克索直升機生產與研發許可後，自行研製的中型多用途直升機。

## 發展
1950年，威士特蘭獲得塞考斯基製造及研發合同，並開始研發本土版的H-19契克索直升機，過程耗費3年，直到1953年才建成原型機，並註冊為G-AMJT。受限於發動機，早期的旋風直升機動力一直不大，直到後期才有所改善。旋風直升機在軍中的任務一開始是運輸等非戰鬥任務，直到後來發展出反潛版本，使之成為英國第一款專門設計的反潛直升機。
救援版本的旋風整體塗成黃色，以鮮豔的顏色使遇難者能輕鬆發現之，並於之後被威塞克斯式直昇機替代。

## 型號
- WS-55 Series 1

採用普惠Pratt & Whitney R-1340-40 Wasp的軍民共用運輸直升機，共44架
- WS-55 Series 2

採用Alvis Leonides Major 755的民用版本，共19架
- WS-55 Series 3

採用勞斯萊斯Bristol Siddeley Gnome 101的民用版本，共5架
- HAR.1

英國皇家海軍搜救版本，共10架
- HAR.2

英國皇家空軍版本，共33架
- HC.2

英國皇家空軍版本
- HAR.3

英國皇家海軍版本，採用Wright R-1300 Cyclone 7發動機，共25架
- HAR.4

英國皇家空軍改進版本的HAR.2，適用於高溫條件，共24架
- HAR.5

英國皇家海軍版本，採用Alvis Leonides Major發動機，共3架
- HAR.6

計畫裝備Turbomeca雙渦輪增壓發動機的版本，訂購1架，但最後變成HAR.5
- HAR.7

英國皇家海軍版本，共40架，6架改裝成HAR.9
- HAS.7

英國皇家海軍的反潛版本，12架用做運輸，共89架，6架改裝成HAR.9
- HCC.8

服役於英國皇家空軍的運輸版本，用做運輸VVIP人物，共2架，而後改裝成HAR.10
- HAR.9

HAS.7和HAR.7的升級版本，服役於英國皇家海軍，採用Bristol Siddeley Gnome引擎，共12架
- HC.10

英國皇家空軍版本
- HAR.10

採用Bristol Siddeley Gnome引擎，服役於英國皇家空軍，執行運輸與海空救援等任務，共68架，
- HCC.12

美國製造的評估模型，共2架
- HAR.21

由西科斯基製造的救援版本，相當於美國海軍的HRS-2.，共10架
- HAS.22

由西科斯基製造的反潛版本，相當於美國海軍的HO4S-3.，共15架

## 服役國家
- 巴西
- 法國
- 伊朗
- 義大利
- 科威特
- 奈及利亞
- 英国
- 南斯拉夫

## 外部連結
（页面存档备份，存于）